# Galilée ou l'Amour de Dieu
Pour plus de détails, voir Fiche technique et Distribution.
Galilée ou l'Amour de Dieu est un téléfilm historique français de Jean-Daniel Verhaeghe, diffusé pour la première fois le 7 janvier 2006, sur France 3.

## Synopsis
Au XVIIe siècle, Urbain VIII (pape de 1623 à 1644), éduqué dans un collège jésuite, érudit, amateur de connaissances et de sciences et entre autres d'astronomie, ami de Galilée (1564-1642), curieux de ses travaux, s'inquiète vivement des conséquences dramatiques que pourraient avoir la défense de nouvelles théories scientifiques sur la crédibilité du dogme de l'Église, dont notamment la théorie de Nicolas Copernic qui contredit le géocentrisme défendu par l'Église. 
En tant que garant de l'équilibre catholique, et par appréhension de l'effondrement de la crédibilité du dogme catholique déjà gravement critiqué par le protestantisme, il demande personnellement à Galilée (qui se dit bon catholique) de prendre garde d'exposer ses travaux comme simples théories pour ne pas nuire par inadvertance au dogme de l'Église et à l'équilibre, selon lui, précaire du monde. 
Galilée n'entend pas la remarque du pape, lequel se voit alors contraint de lui faire abjurer de force son hérésie devant un tribunal de l'Inquisition, ce à quoi Galilée se résigne.

## Fiche technique
- Réalisateur : Jean-Daniel Verhaeghe
- Premier assistant : Ferdinand Verhaeghe
- Scénario : Claude Allègre, Jean-Claude Carrière
- Image : Jean-Claude Larrieu
- Costumes : Bernadette Villard, Nicole Meyrat
- Décors : Chantal Giuliani
- Musique : Carolin Petit, musique interprétée par le Budapest Symphonic Orchestra dirigé par Bela Draltos
- Montage : Laurence Hennion
- Son : Jean-Luc Ruault-Cheynet
- Production : Jean Nainchrik, Sept Production
- Durée : 95 minutes

## Distribution
- Claude Rich : Galilée
- Daniel Prévost : Le Grand Inquisiteur
- Frédéric van den Driessche : Père Oregi
- Jean-Pierre Marielle : Urbain VIII
- Pascal Elso : père Pasquaglio
- Pierre Vernier : cardinal Robert Bellarmin
- Laurent Malet : Beneto Castelli
- Valérie Kaprisky : Marina Gamba, maîtresse de Galilée
- Alexandre Zloto : Mario Giuducci
- Bernard Haller : Maître Marino
- Adélaïde Bon : sœur Céleste, fille de Galilée
- Jean-David Beroard : Tonino, disciple de Galilée
- Claude Allègre : l'ambassadeur de Toscane
- Jean-Louis Trintignant : Le narrateur (voix off)
- Jean-Marc Cozic : frère Segeri
- Jean-Noël Martin : un Jésuite